# هدى الركبي
هدي الركبي، ممثلة سورية من مواليد مدينة حلب، بدت مسيرتها الفنية مند عام 1963م. نتسبت إلى نقابة الفنانين السوريين عام 1971م بالمرسوم الجمهوري.

## الأعمال

### المسرح
- هبط الملاك في بابل
- المرحوم
- عائلة الدغري
- الملك هو الملك
- جزيرة التنابل

### السينما
- صهيل الجهات
- تراب الغرباء
- بقايا صور

### الأعمال التلفزية
- سيرة آل الجلالي
- البيوت أسرار
- خان الحرير
- حوش العيلة
- باب الحديد
- باب المقام
- أمينة الصندوق
- صبايا - الجزء الثاني